# Szverdlovszki terület
A Szverdlovszki terület (oroszul Свердловская область [Szverdlovszkaja oblaszty]) Oroszország egyik közigazgatási egysége az Uráli szövetségi körzetben. Székhelye Jekatyerinburg.

## Nevének eredete
Nevét a terület fővárosának, Jekatyerinburgnak a szovjet időkben viselt nevéről, illetve így közvetve Jakov Mihajlovics Szverdlov bolsevik politikusról kapta.

## Földrajza
Körülbelül kétszer akkora területű, mint Magyarország. Szomszédai északkeleten Hanti- és Manysiföld, keleten a Tyumenyi terület, délkeleten a Kurgani terület, délen a Cseljabinszki terület, délnyugaton Baskíria, nyugaton a Permi határterület, északnyugaton Komiföld.
Az Északi- és a Középső-Urálban, illetve attól keletre Szibéria nyugati peremén, a Nyugat-szibériai-alföldön terül el. Legmagasabb pontja az Északi-Urálban lévő Konzsakovszkij Kameny (1569 m).
Fő folyói a Tavda, a Tura, a Csuszovaja és az Ufa. Éghajlata kontinentális.

## Népesség

### Nemzetiségi megoszlás
A lakosság döntő többsége orosz nemzetiségű, de más nemzetiségek is lakják, főleg tatárok, ukránok és baskirok.
Nemzetiségi összetétel:
|          | 1959-es népszámlálás | 1989-es népszámlálás | 2002-es népszámlálás | 2010-es népszámlálás |
| -------- | -------------------- | -------------------- | -------------------- | -------------------- |
| oroszok  | 3 560 090 (88%)      | 4 176 948 (88,7%)    | 4 002 974 (89,2%)    | 3 684 843 (90,6%)    |
| tatárok  | 158 222 (3,9%)       | 183 781 (3,9%)       | 168 143 (3,8%)       | 143 803 (3,5%)       |
| ukránok  | 93 047 (2,3%)        | 82 215 (1,7%)        | 55 478 (1,2%)        | 35 563 (0,9%)        |
| baskírok | 14 631 (0,4%)        | 41 500 (0,9%)        | 37 296 (0,8%)        | 31 183 (0,8%)        |
| németek  | 53 137 (1,3%)        | 31 461 (0,6%)        | 22 540 (0,5%)        | 14 914 (0,3%)        |
| összesen | 4 044 416            | 4 706 763            | 4 486 214            | 4 297 747            |

### Települések
A legnagyobb városok és népességük (fő, 2010):
- Jekatyerinburg – 1.349.772
- Nyizsnyij Tagil – 361.811
- Kamenszk-Uralszkij – 174.689
- Pervouralszk – 124.528
- Szerov – 99.373
- Novouralszk – 85.522
- Aszbeszt – 68.893
- Poljevszkoj – 64.220
- Revda – 61.875
- Verhnyaja Pisma – 59.749
- Krasznoturjinszk – 59.633
- Berjozovszkij – 51.651
- Lesznoj – 50.363

## Államszervezet, közigazgatás

### A járások és székhelyeik
- Alapajevszki járás, Алапаевский район – Alapajevszk
- Artyomovszkiji járás, Артёмовский район – Artyomovszkij
- Artyi járás, Артинский район – Artyi
- Acsiti járás, Ачитский район – Acsit
- Bajkalovói járás, Байкаловский район – Bajkalovo
- Belojarszkiji járás, Белоярский район – Belojarszkij
- Bogdanovicsi járás, Богдановичский район – Bogdanovics
- Verhnyaja Szalda-i járás, Верхнесалдинский район – Verhnyaja Szalda
- Verhoturjei járás, Верхотурский район – Verhoturje
- Gari járás, Гаринский район – Gari
- Irbiti járás, Ирбитский район – Pionyerszkij
- Kamenszki járás, Каменский район – Martyus
- Kamislovi járás, Камышловский район – Kamislov
- Krasznoufimszki járás, Красноуфимский район – Krasznoufimszk
- Nyevjanszki járás, Невьянский район – Nyevjanszk
- Nyizsnyije Szergi járás, Нижнесергинский район – Nyizsnyije Szergi
- Novaja Lalja-i járás, Новолялинский район – Novaja Lalja
- Prigorodniji járás, Пригородный район – Nyizsnyij Tagil
- Pismai járás, Пышминский район – Pisma
- Rezsi járás, Режевский район – Rezs
- Szerovi járás, Серовский район – Szerov
- Turinszkaja Szloboda-i járás, Слободо-Туринский район – Turinszkaja Szloboda
- Szuhoj Log-i járás, Сухоложский район – Szuhoj Log
- Sziszertyi járás, Сысертский район – Sziszerty
- Tabori járás, Таборинский район – Tabori
- Tavdai járás, Тавдинский район – Tavda
- Talicai járás, Талицкий район – Talica
- Tugulimi járás, Тугулымский район – Tugulim
- Turinszki járás, Туринский район – Turinszk
- Saljai járás, Шалинский район – Salja

## Külső hivatkozások
- Hivatalos honlap (oroszul)